# Хари Гизе
Хари Гизе (на немски: Harry Giese) е немски актьор и диктор от времето на Третия Райх, както и в следвоенния период. Известен е като „гласът на Третия Райх“.

## Биография
На 18 години постъпва в театрална трупа която гастролира в различни немски градове, докато в крайна сметка не се озовава в Берлин. Тук се заема с озвучаване и дублаж на чуждестранни филми, като става водещ на новините по видеохрониката.
През 40-те години на 20 век озвучава няколко пропагандни филми сред които „Скитникът евреин“ (Der Ewige Jude, 1940) и „Лайбщандарт СС Адолф Хитлер в действие“ (LAH (Leibstandarte SS Adolf Hitler) im Einsatz, 1941).
От 1940 г. до края на войната води „Немски седмичен кинопреглед“ (Die Deutsche Wochenschau) – пропаганден киножурнал за успехите на Вермахта по фронтовете.
От 1947 г. работи като дубльор на филми в Западен Берлин. Понякога озвучава и своя глас във филмите посветени на Втората световна война.